# La nascita di Venere (Cros)
La nascita di Venere (El nacimiento de Venus) è un dipinto a olio su tela del pittore spagnolo Antoni Gómez i Cros, realizzato nel 1860. L'opera fa parte delle collezioni del museo del Prado, a Madrid, ma attualmente è in deposito presso l'università centrale di Barcellona.

## Storia
L'opera venne esposta all'esposizione nazionale di belle arti del 1860, grazie alla quale l'artista ottenne una menzione onorevole di prima classe. Secondo alcuni questo dipinto potrebbe essere lo stesso che il barone di Alcahalí cita come Nascita di Anfitrite (Nacimiento de Anfitrite) nel suo dizionario biografico degli artisti valenzani del 1897.

## Descrizione
Il dipinto ritrae Venere, la dea dell'amore e della bellezza nella mitologia romana, che nel mito nacque dalla spuma del mare. Sopra una conchiglia, sostenuta da un tritone, si erge la dea dell'amore, raffigurata mentre si asciuga i capelli, dai quali cadono delle perle che una nereide raccoglie in una conchiglia perlacea. Diversi amorini la circondano, giocando tra le acque sopra i delfini e saltando sul punto nel quale si trova la dea. Uno di loro la incorona con una corona di mirto e tiene in mano una rosa, che le è consacrata. Sopra la sua testa brilla una stella e il cielo è ricoperto di nuvole grigiastre. Un'onda spumosa si infrange su di lei, coprendole la zona pubica. Questa composizione si ispira a una poesia del poeta spagnolo Francisco Martínez de la Rosa.